# Solokoncert
En solokoncert er en koncert skrevet for et soloinstrument og orkester. 
Solokoncerten kommer af concerto grosso (for flere soloinstrumenter og orkester), der blev opfundet af den italienske violinist Giuseppe Torelli (1658-1709) og videreført af Arcangelo Corelli og Georg Friedrich Händel. Den egentlige koncert blev opfundet af Johann Sebastian Bach til personlig brug i form af koncerter for cembalo og orkester. En solokoncert er normalt i tre satser, men der er hyppige undtagelser herfra.
| Musik | Spire Denne musikartikel er en spire som bør udbygges. Du er velkommen til at hjælpe Wikipedia ved at udvide den. |